# 仏教大学院
仏教大学院（ぶっきょうだいがくいん、または、仏教研究所、ぶっきょうけんきゅうじょ、英: Institute of Buddhist Studies、IBS）は、アメリカにある浄土真宗本願寺派（西本願寺）系の大学院大学で、神学大学院連合(Graduate Theological Union GTU)の加盟校である。所在地はカリフォルニア州バークレー。

## 概説
浄土真宗本願寺派のアメリカ支部である北米仏教団の指導者を養成することを主な目的としているが、仏教について学び修士号を取ろうとする一般の学生にも門戸を開いている。
1950年代に日系アメリカ人によって結成された仏教の研究会が母体となっており、以前は本願寺派の海外寺院であるバークレー仏教会に本部を置いていた。